# Megalocolus signator
Megalocolus signator är en stekelart som först beskrevs av Walker 1862.  Megalocolus signator ingår i släktet Megalocolus och familjen bredlårsteklar. Inga underarter finns listade i Catalogue of Life.